# Urophora pauperata
Urophora pauperata
 es una especie de insecto del género Urophora de la familia Tephritidae del orden Diptera. 
Zaitzev la describió científicamente por primera vez en el año 1945.